# Nuoto ai XVIII Giochi del Mediterraneo - 100 metri farfalla femminili
La gara dei 100 metri farfalla femminili dei XVIII Giochi del Mediterraneo si è svolta il 23 giugno 2018. Al mattino si sono svolte le batterie, mentre la finale si è disputata nel pomeriggio.

## Podio
| Pos. | Atleta            | Nazione |
| ---- | ----------------- | ------- |
|      | Elena Di Liddo    | Italia  |
|      | Farida Osman      | Egitto  |
|      | Anna Ntountounaki | Grecia  |

## Record
Prima della manifestazione il record del mondo (RM) e il record dei Giochi del Mediterraneo (RG) erano i seguenti.
|  | 55"48 | Sarah Sjöström | 7 agosto 2016 Rio de Janeiro |
|  | 58"63 | Ilaria Bianchi | 22 giugno 2013 Mersin        |

Durante la competizione è stato migliorato il seguente record:
|  | 57"97 | Elena Di Liddo |
|  | 57"59 | Elena Di Liddo |

## Risultati

### Batterie
| Pos. | Batteria | Corsia | Atleta                 | Nazionalità          | Tempo       | Note        |
| ---- | -------- | ------ | ---------------------- | -------------------- | ----------- | ----------- |
| 1    | 2        | 4      | Elena Di Liddo         | Italia               | 57"97       | Q           |
| 2    | 3        | 4      | Marie Wattel           | Francia              | 59"46       | Q           |
| 3    | 2        | 5      | Kristel Vourna         | Grecia               | 59"62       | Q           |
| 4    | 2        | 6      | Amina Kajtaz           | Bosnia ed Erzegovina | 59"87       | Q           |
| 5    | 3        | 5      | Anna Ntountounaki      | Grecia               | 59"94       | Q           |
| 6    | 1        | 4      | Farida Osman           | Egitto               | 1'00"10     | Q           |
| 7    | 1        | 3      | Aleyna Özkan           | Turchia              | 1'00"27     | Q           |
| 8    | 1        | 5      | Claudia Tarzia         | Italia               | 1'00"31     | Q           |
| 9    | 2        | 3      | Ana Monteiro           | Portogallo           | 1'00"42     |             |
| 10   | 2        | 2      | Tara Vovk              | Slovenia             | 1'01"02     |             |
| 11   | 3        | 6      | Anja Klinar            | Slovenia             | 1'01"10     |             |
| 12   | 3        | 2      | Aina Hierro            | Spagna               | 1'01"77     |             |
| 13   | 1        | 2      | Celeste Guerrero       | Spagna               | 1'03"36     |             |
| 14   | 1        | 6      | Inês Fernandes         | Portogallo           | 1'04"34     |             |
| 15   | 3        | 7      | Beatrice Felici        | San Marino           | 1'04"17     |             |
| 16   | 2        | 7      | Nesrine Medjahed       | Algeria              | 1'04"77     |             |
| 17   | 1        | 7      | Samar Kacha            | Algeria              | 1'06"21     |             |
| DNS  | 3        | 3      | Viktoriya Zeynep Güneş | Turchia              | Non partita | Non partita |

### Finale
| Pos. | Corsia | Atleta            | Nazionalità          | Tempo   | Note |
| ---- | ------ | ----------------- | -------------------- | ------- | ---- |
|      | 4      | Elena Di Liddo    | Italia               | 57"59   |      |
|      | 7      | Farida Osman      | Egitto               | 58"51   |      |
|      | 2      | Anna Ntountounaki | Grecia               | 58"78   |      |
| 4    | 5      | Marie Wattel      | Francia              | 58"98   |      |
| 5    | 3      | Kristel Vourna    | Grecia               | 59"48   |      |
| 6    | 6      | Amina Kajtaz      | Bosnia ed Erzegovina | 59"87   |      |
| 7    | 8      | Claudia Tarzia    | Italia               | 1'00"27 |      |
| 8    | 1      | Aleyna Özkan      | Turchia              | 1'00"71 |      |